# На лепом плавом Дунаву
„На лепом плавом Дунаву“, je валцер аустријског композитора Јохана Штрауса II. Валцер је компонован у Бечу 1866. а премијерно је изведен 15. фебруара 1867. на концерту Бечке мушке хорске асоцијације.
Након што је Штраус написао оригиналну музику, речи је додао песник Хорског удружења Јозеф Вајл. Штраус је касније додао још музике, а Вајл је изменио неке стихове. Штраус је створио чисто оркестарску верзију за Светску изложбу у Паризу 1867. и у овој форми је изведба постигла велики успех. Инструментална верзија је данас далеко најчешће извођена. Алтернативни текст написао је Франц фон Гернерт: Дунав тако плав.
„На лепом плавом Дунаву“ је премијерно изведен у Сједињеним Државама у инструменталној верзији 1. јула 1867. у Њујорку, а у Великој Британији у хорској верзији 21. септембра 1867. у Лондону на концертима на променади у Ковент Гардену.

## Белешке о композицији
Композиција почиње проширеним уводом у тоналитету А-дура са светлуцавим (тремоло) виолинама и рогом са познатом темом валцера, на који одговарају стакато акорди дувача, у пригушеном тону. Накратко се уздиже у гласан пролаз, али брзо се спушта у исту мирну природу почетних тактова. Контрастна и брза фраза у Д-дуру предвиђа валцер пре него што три тихе бас ноте које се померају надоле „уведу“ прву главну мелодију валцера.
Прва тема валцера је познати мотив трозвука који се лагано уздиже и који свирају виолончела и хорне у тоници (Д-дур), уз пратњу харфе; ритам бечког валцера је наглашен на крају сваке фразе од 3 ноте. Валцер 1А тријумфално завршава своје кругове мотива, потом следи валцер 1Б у истом тону, уз преовлађавајуће пријатно расположење.
Валцер 2А тихо клизи (и даље у Д-дуру) пре кратке контрастне средње деонице у Б-дуру. Цео део се понавља.
Мирнији валцер 3А уводи се у Ге-дур пре краткотрајне мелодијске фразе осме ноте (валцер 3Б). Затим се свира гласна Интрада (увод) у г-молу. Валцер 4А почиње у романтичном расположењу (у Ф-дуру) пре радоснијег валцера 4Б у истом тону.
После још једног кратког увода у А, каденцирања у фис-молу, звучни кларинети дају потресну мелодију валцера 5А у А. Валцер 5Б је врхунац, наглашен ударима чинела.
Завршница подсећа на раније делове (3А и 2А) пре него што бесни акорди уводе рекапитулацију романтичног валцера 4А. Идила је прекинута док се валцер враћа назад на чувену тему валцера 1А, тј. варијацију 1А, која садржи дијалог са фрулама, жицама и тихим роговима, повезујући се са брзим одломком осме ноте у последњих неколико тактова: поновљени тонички акорди ојачани бубњевима и јасним звуком.
Типична изведба „На лепом плавом Дунаву“ траје око 10 минута, са седмоминутним главним делом, након чега следи троминутна завршница.

## Инструменти
„На лепом плавом Дунаву“ се препоручује за следећи састав оркестра:
- Дувачки инструменти:
  - Две флауте, две обое, два кларинета, два фагота
- Лимени дувачки инструменти:
  - Четири рога, две трубе, бас тромбон, туба
- Удараљке:
  - Тимпани, бубњеви, триангл
- Жичани инструменти:
  - Харфа, виолине, виоле, виолончела, котрабас

## Хорска верзија
„На лепом плавом Дунаву“ је прво написан као песма за карневалски хор (за бас и тенор), са прилично сатиричним текстом (Аустрија је управо изгубила рат са Пруском). Првобитни наслов се односио и на песму о Дунаву у родном граду песника Карла Исидора Бека, Баји у Мађарској, а не у Бечу. Касније је Франц фон Гернерт написао нове строфе, које делују „званичније“. У колони лево у оригиналу је текст песме на немачком, у колони десно је текст песме у слободном преводу на српски: 
| Donau so blau, so schön und blau, durch Tal und Au wogst ruhig du hin, dich grüßt unser Wien, dein silbernes Band knüpft Land an Land, und fröhliche Herzen schlagen an deinem schönen Strand. Weit vom Schwarzwald her eilst du hin zum Meer, spendest Segen allerwegen, ostwärts geht dein Lauf, nimmst viel Brüder auf: Bild der Einigkeit für alle Zeit! Alte Burgen seh'n nieder von den Höh'n, grüssen gerne dich von ferne und der Berge Kranz, hell vom Morgenglanz, spiegelt sich in deiner Wellen Tanz. Die Nixen auf dem Grund, die geben's flüsternd kund, was Alles du erschaut, seit dem über dir der Himmel blaut. Drum schon in alter Zeit ward dir manch' Lied geweiht; und mit dem hellsten Klang preist immer auf's Neu' dich unser Sang. Halt' an deine Fluten bei Wien, es liebt dich ja so sehr! Du findest, wohin du magst zieh'n, ein zweites Wien nicht mehr! Hier quillt aus voller Brust der Zauber heit'rer Lust, und treuer, deutscher Sinn streut aus seine Saat von hier weithin. Du kennst wohl gut deinen Bruder, den Rhein,— an seinen Ufern wächst herrlicher Wein, dort auch steht bei Tag und bei Nacht die feste treue Wacht. Doch neid' ihm nicht jene himmlische Gab', bei dir auch strömt reicher Segen herab, und es schützt die tapfere Hand auch unser Heimatland! D'rum laßt uns einig sein, schliesst Brüder, fest den Reih'n, froh auch in trüber Zeit, Mut, wenn Gefahr uns dräut, Heimat am Donaustrand, bist uns'rer Herzen Band, dir sei für alle Zeit Gut und Blut geweiht! Das Schifflein fährt auf den Wellen so sacht, still ist die Nacht, die Liebe nur wacht, der Schiffer flüstert der Liebsten ins Ohr, daß längst schon sein Herz sie erkor. O Himmel, sei gnädig dem liebenden Paar, schutz' vor Gefahr es immerdar! Nun fahren dahin sie in seliger Ruh', O Schifflein, far' immer nur zu! Junges Blut, frischer Muth, o wie glücklich macht, dem vereint ihr lacht! Lieb und Lust schwellt die Brust, hat das Größte in der Welt vollbracht. Nun singst ein fröhliches seliges Lied, das wie Jauchzen die Lüfte durchzieht, von den Herzen laut widerklingt und ein festes Band um uns schlingt. Frei und treu in Lied und Tat, bringt ein Hoch der Wienerstadt, die auf's Neu' erstand voller Pracht und die Herzen erobert mit Macht. Und zum Schluß bringt noch einen Gruß uns'rer lieben Donau dem herrlichen Fluß. Was der Tag uns auch bringen mag, Treu' und Einigkeit soll uns schützen zu jeglicher Zeit! | Дунав тако плав, тако леп и плав, кроз долину и равницу тече тихо, док поздравља те наш Беч, твој сребрни појас повезује земље, и весела срца куцају на твојој дивној обали. Далеко од Шварцвалда ти хиташ ка мору, благословиш сваког брата што ка истоку иде твојим путем, ка вечнм јединству! Стари дворци са висина, и планински венци, поздрављју те издалека кад се блиставим јутарњим сјајем, огледају у плесу твојих таласа. Сирене на дну, шапућу како је небо изнад тебе плаво. Јер су теби у давна времена многе песме испеване; и најлепшим звуком те наша песма вечно хвали. Не плави нам Беч, који те толико воли! Јер другог Беча нигде наћи нећеш! Што врви од живота, весеља, магичне страсти и оданости немачком духу, што распршује своје семе далеко одавде. Добро знадеш свога брата Рајну, на чијим обалама расно вино расте, ту и дан и ноћ стамено стоји одани стражар. Али не завиди му на том небеском дару, јер силно благословен си и ти, који храбром руком штити нашу домовину! Сложна браћо збијмо редове и у мрачним временима будимо срећни, Храбри кад нам опасност прети, Наш дом на обали Дунава, ти си веза међу нашим срцима, буди заувек одан свом добру и својој крви! Мали брод тако нежно плови по таласима, ноћ је тиха, љубав само буја, лађар шапуће својој вољеној на уво, да ју је његово срце давно изабрало. О небо, смилуј се љубавном пару, заштити га од опасности заувек! Сада плове тамо у блаженом миру, О мали броде, само плови! Млада крв, свежа храброст, ох како вас то чини срећним и насмејаним! Љубав и чежња што надимају груди, најважније су ствари на свету. Сада певај веселу и благословену песму, што прожима ваздух као вика, одјекујући у срцима што нас чврстом везом обавија. Слободни и верни у песми и у делу, донеси врхунац Бечу, што опет сија пуним сјајем и својом силом осваја срца. И на крају ти шаљемо још један поздрав наш драги Дунаве, дивна реко. Шта нам још може донети дан Оданост и јединство да нас вечно штити! |

## У популарној култури
Посебно осећање Бечлија везано за Штраусову мелодију учинило је „На лепом плавом Дунаву“ незваничном државном химном Аустрије.
Сажета верзија дела је коришћена од стране Варнер Брос за њихове кратке анимиране филмове из серије Весела мелодија (енгл. Merrie Melody) из 1943.
„На лепом плавом Дунаву“ је коришћен у филму Стенлија Кјубрика из 1968. 2001: Одисеја у свемиру. После скока из праисторијске прошлости човечанства у његову свемирску будућност, прве две трећине Штраусове мелодије се чују док се свемирски брод приближава и пристаје свемирској станици. Завршница Штраусове мелодије траје док друга свемирска летелица путује од станице до Месеца. Мелодија се затим понавља преко завршних шпица филма.
„На лепом плавом Дунаву“ се такође користи и у Нетфликс серији из 2021. Игра Лигње, и то сваки пут кад треба да означи почетак нове игре.